# Championnat du monde masculin de handball 2005
Navigation
Portugal 2003 Allemagne 2007
La 19e édition du Championnat du monde masculin de handball s'est déroulé du 23 janvier au 6 février 2005 en Tunisie. Il s'agit de la deuxième fois que la compétition a lieu en Afrique après le Championnat du monde 1999 en Égypte.
L'Espagne remporte son premier titre en battant en finale la Croatie, champion du monde en titre et champion olympique six mois plus tôt.
Ultime compétition pour les derniers Barjots (Jackson Richardson, Grégory Anquetil et Guéric Kervadec), le début de la compétition est difficile pour la France qui perd à la surprise générale face aux Grecs puis est tenue en échec par le pays hôte. Au bord de l'élimination lors du tour principal, le sélectionneur Claude Onesta est alors contesté. Pour le dernier match de la poule, les Français doivent compter sur une défaite de la Grèce, qui est effectivement battue par la République tchèque, pourtant déjà éliminée. En demi-finale, la France s'incline face à la Croatie puis retrouve la Tunisie pour le bronze : dans une partie engagée et tendue, les Français arrachent la victoire d'un but, sauvant par la même occasion son sélectionneur Claude Onesta.

## Présentation

### Places par continent et équipes qualifiées
| Continent         | Place(s) | Moyen de qualification       | Date            | Qualifié(s)                                                                                 |
| ----------------- | -------- | ---------------------------- | --------------- | ------------------------------------------------------------------------------------------- |
| -                 | 1        | Organisateur                 | 23 nov. 2002    | Tunisie                                                                                     |
| Monde (IHF)       | 1        | Championnat du monde 2003    | 2 février 2003  | Croatie                                                                                     |
| Europe (EHF)      | 3        | Championnat d'Europe 2004    | 31 janvier 2004 | Allemagne, Slovénie et Danemark                                                             |
| Europe (EHF)      | 9        | Phases de qualifications     | 6 juin 2004     | Espagne, France, Grèce, Islande, Norvège, Russie, Rép. tchèque, Serbie-et-Monténégro, Suède |
| Asie (AHF)        | 3        | Championnat d'Asie 2004 (en) | 21 février 2004 | Koweït, Qatar et Japon                                                                      |
| Afrique (CAHB)    | 3        | Championnat d'Afrique 2004   | 16 avril 2004   | Égypte, Angola et Algérie                                                                   |
| Océanie (OHF)     | 1        | Championnat océanique 2004   | 8 juin 2004     | Australie                                                                                   |
| Amériques (PATHF) | 3        | Championnat panam. 2004      | 24 juillet 2004 | Argentine, Brésil et Canada                                                                 |

### Lieux de compétition
| Radès                           | Tunis                         | Sites |
| ------------------------------- | ----------------------------- | --- |
| Palais des sports du 7-Novembre | Palais des sports d'El Menzah | [[Fichier:Tunisia adm location map.svg\|200px\|{{#if:\|{{{alt}}}\|Championnat du monde masculin de handball 2005 est dans la page Tunisie.]]Radès Tunis Nabeul Sousse Sfax |
| Capacité : 17 000               | Capacité : 4 500              | [[Fichier:Tunisia adm location map.svg\|200px\|{{#if:\|{{{alt}}}\|Championnat du monde masculin de handball 2005 est dans la page Tunisie.]]Radès Tunis Nabeul Sousse Sfax |
|                                 |                               | [[Fichier:Tunisia adm location map.svg\|200px\|{{#if:\|{{{alt}}}\|Championnat du monde masculin de handball 2005 est dans la page Tunisie.]]Radès Tunis Nabeul Sousse Sfax |
| Sousse                          | Nabeul                        | [[Fichier:Tunisia adm location map.svg\|200px\|{{#if:\|{{{alt}}}\|Championnat du monde masculin de handball 2005 est dans la page Tunisie.]]Radès Tunis Nabeul Sousse Sfax |
| Salle olympique de Sousse       | Salle Bir Challouf (en)       | [[Fichier:Tunisia adm location map.svg\|200px\|{{#if:\|{{{alt}}}\|Championnat du monde masculin de handball 2005 est dans la page Tunisie.]]Radès Tunis Nabeul Sousse Sfax |
| Capacité : 5 000                | Capacité : 5 000              | [[Fichier:Tunisia adm location map.svg\|200px\|{{#if:\|{{{alt}}}\|Championnat du monde masculin de handball 2005 est dans la page Tunisie.]]Radès Tunis Nabeul Sousse Sfax |
|                                 | Sfax                          | [[Fichier:Tunisia adm location map.svg\|200px\|{{#if:\|{{{alt}}}\|Championnat du monde masculin de handball 2005 est dans la page Tunisie.]]Radès Tunis Nabeul Sousse Sfax |
| Salle du 7-Novembre (en)        |                               | [[Fichier:Tunisia adm location map.svg\|200px\|{{#if:\|{{{alt}}}\|Championnat du monde masculin de handball 2005 est dans la page Tunisie.]]Radès Tunis Nabeul Sousse Sfax |
| Capacité : 4 000                |                               | [[Fichier:Tunisia adm location map.svg\|200px\|{{#if:\|{{{alt}}}\|Championnat du monde masculin de handball 2005 est dans la page Tunisie.]]Radès Tunis Nabeul Sousse Sfax |

### Modalités
Le tour préliminaire concerne 24 équipes réparties en quatre poules de six équipes. Les trois premières équipes de chaque poule sont qualifiées pour un deuxième tour en deux poules. Les équipes premières et deuxièmes de ces poules du deuxième tour se rencontrent en demi-finales croisées.

## Tour préliminaire
Les trois premiers de chaque groupe se qualifient pour le second tour.

### Groupe A àRadès
|   | Équipe   | Pts | J | G | N | P | Bp  | Bc  | Diff | Dép |
| - | -------- | --- | - | - | - | - | --- | --- | ---- | --- |
| 1 | Tunisie  | 8   | 5 | 3 | 2 | 0 | 159 | 118 | 41   | /   |
| 2 | Grèce    | 7   | 5 | 3 | 1 | 1 | 132 | 117 | 15   | +1  |
| 3 | France   | 7   | 5 | 3 | 1 | 1 | 161 | 106 | 55   | -1  |
| 4 | Danemark | 6   | 5 | 3 | 0 | 2 | 174 | 117 | 57   | /   |
| 5 | Angola   | 2   | 5 | 1 | 0 | 4 | 108 | 178 | -70  | /   |
| 6 | Canada   | 0   | 5 | 0 | 0 | 5 | 103 | 201 | -98  | /   |

La Grèce est classée devant la France grâce à sa victoire.
| 23 janvier 2005 17h00 | Tunisie               | 39–23   | Angola         | PS du 7-Novembre, Radès Arbitrage : Valentin Vakula, Alexander Ljudovik |
| 23 janvier 2005 17h00 | Marouane Hadj Ahmed 6 | (20–10) | José Pereira 6 | PS du 7-Novembre, Radès Arbitrage : Valentin Vakula, Alexander Ljudovik |
| 23 janvier 2005 17h00 | ×3 ×6                 | Rapport | ×3 ×7          | PS du 7-Novembre, Radès Arbitrage : Valentin Vakula, Alexander Ljudovik |

| 23 janvier 2005 19h00 | France            | 44–16   | Canada          | PS du 7-Novembre, Radès Arbitrage : Adjemian, Götz |
| 23 janvier 2005 19h00 | Abati, Anquetil 8 | (24–5)  | trois joueurs 3 | PS du 7-Novembre, Radès Arbitrage : Adjemian, Götz |
| 23 janvier 2005 19h00 | ×3 ×4             | Rapport | ×3 ×9           | PS du 7-Novembre, Radès Arbitrage : Adjemian, Götz |

| 23 janvier 2005 21h00 | Danemark         | 27–23   | Grèce                            | PS du 7-Novembre, Radès Arbitrage : Baum, Góralczyk |
| 23 janvier 2005 21h00 | Søren Stryger 11 | (14–15) | Balomenos (en), Karypidis (en) 6 | PS du 7-Novembre, Radès Arbitrage : Baum, Góralczyk |
| 23 janvier 2005 21h00 | ×4 ×9 ×1         | Rapport | ×4 ×7                            | PS du 7-Novembre, Radès Arbitrage : Baum, Góralczyk |

| 25 janvier 2005 16h15 | Grèce                    | 20–19   | France             | PS du 7-Novembre, Radès Arbitrage : Aly Hassan, Selim |
| 25 janvier 2005 16h15 | Grigorios Sanikis (de) 6 | (9–11)  | Grégory Anquetil 5 | PS du 7-Novembre, Radès Arbitrage : Aly Hassan, Selim |
| 25 janvier 2005 16h15 | ×4 ×6 ×1                 | Rapport | ×3 ×4              | PS du 7-Novembre, Radès Arbitrage : Aly Hassan, Selim |

| 25 janvier 2005 18h15 | Canada          | 20–42   | Tunisie         | PS du 7-Novembre, Radès Arbitrage : Baum, Góralczyk |
| 25 janvier 2005 18h15 | trois joueurs 4 | (8–19)  | Ali Madi (en) 8 | PS du 7-Novembre, Radès Arbitrage : Baum, Góralczyk |
| 25 janvier 2005 18h15 | ×3 ×6 ×1        | Rapport | ×3 ×2           | PS du 7-Novembre, Radès Arbitrage : Baum, Góralczyk |

| 25 janvier 2005 20h15 | Angola        | 19–47   | Danemark                | PS du 7-Novembre, Radès Arbitrage : Herczeg, Südi |
| 25 janvier 2005 20h15 | Manuel Dias 5 | (9–23)  | Boris Schnuchel (en) 10 | PS du 7-Novembre, Radès Arbitrage : Herczeg, Südi |
| 25 janvier 2005 20h15 | ×3 ×8         | Rapport | ×3 ×5                   | PS du 7-Novembre, Radès Arbitrage : Herczeg, Südi |

| 26 janvier 2005 16h15 | Grèce                  | 26–21   | Angola          | PS du 7-Novembre, Radès Arbitrage : Herczeg, Südi |
| 26 janvier 2005 16h15 | Sasa Zivoulovic (en) 6 | (15–9)  | Paulo Pereira 6 | PS du 7-Novembre, Radès Arbitrage : Herczeg, Südi |
| 26 janvier 2005 16h15 | ×4 ×7 ×1               | Rapport | ×3 ×9 ×1        | PS du 7-Novembre, Radès Arbitrage : Herczeg, Südi |

| 26 janvier 2005 18h15 | France             | 26–26   | Tunisie       | PS du 7-Novembre, Radès Arbitrage : Peter Hansson, Peter Olsson |
| 26 janvier 2005 18h15 | Grégory Anquetil 7 | (15–11) | Wissem Hmam 9 | PS du 7-Novembre, Radès Arbitrage : Peter Hansson, Peter Olsson |
| 26 janvier 2005 18h15 | ×2 ×4 ×1           | Rapport | ×2 ×6 ×2      | PS du 7-Novembre, Radès Arbitrage : Peter Hansson, Peter Olsson |

| 26 janvier 2005 20h15 | Danemark             | 52–18   | Canada                       | PS du 7-Novembre, Radès Arbitrage : Frank Lemme (de), Bernd Ullrich (de) |
| 26 janvier 2005 20h15 | Lars Christiansen 14 | (25–7)  | Geoffroy Bessette-Collette 4 | PS du 7-Novembre, Radès Arbitrage : Frank Lemme (de), Bernd Ullrich (de) |
| 26 janvier 2005 20h15 | ×3 ×2                | Rapport | ×3                           | PS du 7-Novembre, Radès Arbitrage : Frank Lemme (de), Bernd Ullrich (de) |

| 28 janvier 2005 16h15 | Canada                       | 23–36   | Grèce                   | PS du 7-Novembre, Radès Arbitrage : Aly Hassan, Selim |
| 28 janvier 2005 16h15 | Geoffroy Bessette-Collette 5 | (11–16) | Savvas Karypidis (en) 6 | PS du 7-Novembre, Radès Arbitrage : Aly Hassan, Selim |
| 28 janvier 2005 16h15 | ×3 ×6 ×1                     | Rapport | ×3 ×2                   | PS du 7-Novembre, Radès Arbitrage : Aly Hassan, Selim |

| 28 janvier 2005 18h15 | Tunisie       | 25–22   | Danemark                  | PS du 7-Novembre, Radès Arbitrage : Valentin Vakula, Alexander Ljudovik |
| 28 janvier 2005 18h15 | Wissem Hmam 9 | (10–10) | Christiansen, Jørgensen 4 | PS du 7-Novembre, Radès Arbitrage : Valentin Vakula, Alexander Ljudovik |
| 28 janvier 2005 18h15 | ×3 ×7         | Rapport | ×4 ×6                     | PS du 7-Novembre, Radès Arbitrage : Valentin Vakula, Alexander Ljudovik |

| 28 janvier 2005 20h15 | France             | 40–18   | Angola          | PS du 7-Novembre, Radès Arbitrage : Imbronjev, Grković |
| 28 janvier 2005 20h15 | Olivier Girault 11 | (19–9)  | Paulo Pereira 5 | PS du 7-Novembre, Radès Arbitrage : Imbronjev, Grković |
| 28 janvier 2005 20h15 | ×3 ×5              | Rapport | ×5 ×2           | PS du 7-Novembre, Radès Arbitrage : Imbronjev, Grković |

| 29 janvier 2005 16h15 | Angola           | 27–26   | Canada                       | PS du 7-Novembre, Radès Arbitrage : Adjemian, Götz |
| 29 janvier 2005 16h15 | Paulo Pereira 10 | (16–11) | Geoffroy Bessette-Collette 6 | PS du 7-Novembre, Radès Arbitrage : Adjemian, Götz |
| 29 janvier 2005 16h15 | ×3 ×8 ×1         | Rapport | ×3 ×6 ×1                     | PS du 7-Novembre, Radès Arbitrage : Adjemian, Götz |

| 29 janvier 2005 18h15 | Tunisie     | 27–27   | Grèce                   | PS du 7-Novembre, Radès Arbitrage : Imbronjev, Grković |
| 29 janvier 2005 18h15 | Ayed, Tej 6 | (17–13) | Savvas Karypidis (en) 9 | PS du 7-Novembre, Radès Arbitrage : Imbronjev, Grković |
| 29 janvier 2005 18h15 | ×3 ×5       | Rapport | ×4 ×7 ×2                | PS du 7-Novembre, Radès Arbitrage : Imbronjev, Grković |

| 29 janvier 2005 20h15 | Danemark           | 26–32   | France              | PS du 7-Novembre, Radès Arbitrage : Frank Lemme (de), Bernd Ullrich (de) |
| 29 janvier 2005 20h15 | Nielsen, Stryger 6 | (13–14) | Guigou, Karabatic 7 | PS du 7-Novembre, Radès Arbitrage : Frank Lemme (de), Bernd Ullrich (de) |
| 29 janvier 2005 20h15 | ×3 ×5              | Rapport | ×2 ×4               | PS du 7-Novembre, Radès Arbitrage : Frank Lemme (de), Bernd Ullrich (de) |

### Groupe B àEl Menzah
|   | Équipe       | Pts | J | G | N | P | Bp  | Bc  | Diff | Dép |
| - | ------------ | --- | - | - | - | - | --- | --- | ---- | --- |
| 1 | Russie       | 10  | 5 | 5 | 0 | 0 | 151 | 103 | 48   | /   |
| 2 | Rép. tchèque | 6   | 5 | 2 | 2 | 1 | 145 | 136 | 9    | +2  |
| 3 | Slovénie     | 6   | 5 | 3 | 0 | 2 | 154 | 137 | 17   | -2  |
| 4 | Islande      | 5   | 5 | 2 | 1 | 2 | 154 | 144 | 10   | /   |
| 5 | Algérie      | 3   | 5 | 1 | 1 | 3 | 138 | 153 | -15  | /   |
| 6 | Koweït       | 0   | 5 | 0 | 0 | 5 | 101 | 170 | -69  | /   |

La République tchèque est classée devant la Slovénie grâce à sa victoire.
| 23 janvier 2005 17h00 | Rép. tchèque    | 34–34   | Islande              | PS d'El Menzah, Tunis Arbitrage : Frank Lemme (de), Bernd Ullrich (de) |
| 23 janvier 2005 17h00 | David Juříček 7 | (20–14) | Ólafur Stefánsson 11 | PS d'El Menzah, Tunis Arbitrage : Frank Lemme (de), Bernd Ullrich (de) |
| 23 janvier 2005 17h00 | ×3 ×7           | Rapport | ×3 ×5                | PS d'El Menzah, Tunis Arbitrage : Frank Lemme (de), Bernd Ullrich (de) |

| 23 janvier 2005 19h00 | Russie               | 28–22   | Algérie          | PS d'El Menzah, Tunis Arbitrage : Herczeg, Südi |
| 23 janvier 2005 19h00 | Édouard Kokcharov 15 | (16–12) | El Hadi Biloum 6 | PS d'El Menzah, Tunis Arbitrage : Herczeg, Südi |
| 23 janvier 2005 19h00 | ×2 ×7 ×1             | Rapport | ×2 ×10 ×1        | PS d'El Menzah, Tunis Arbitrage : Herczeg, Südi |

| 23 janvier 2005 21h00 | Slovénie             | 34–17   | Koweït           | PS d'El Menzah, Tunis Arbitrage : Aly Hassan, Selim |
| 23 janvier 2005 21h00 | Matjaž Mlakar (en) 6 | (15–11) | Meshal Alenezi 6 | PS d'El Menzah, Tunis Arbitrage : Aly Hassan, Selim |
| 23 janvier 2005 21h00 | ×3 ×6                | Rapport | ×3 ×4            | PS d'El Menzah, Tunis Arbitrage : Aly Hassan, Selim |

| 25 janvier 2005 16h15 | Koweït          | 11–38   | Russie          | PS d'El Menzah, Tunis Arbitrage : Imbronjev, Grković |
| 25 janvier 2005 16h15 | trois joueurs 2 | (4–23)  | Alexeï Peskov 9 | PS d'El Menzah, Tunis Arbitrage : Imbronjev, Grković |
| 25 janvier 2005 16h15 | ×3 ×6 ×1        | Rapport | ×3              | PS d'El Menzah, Tunis Arbitrage : Imbronjev, Grković |

| 25 janvier 2005 18h15 | Algérie         | 29–29   | Rép. tchèque    | PS d'El Menzah, Tunis Arbitrage : Peter Hansson, Peter Olsson |
| 25 janvier 2005 18h15 | Biloum, Filah 6 | (11–15) | David Juříček 8 | PS d'El Menzah, Tunis Arbitrage : Peter Hansson, Peter Olsson |
| 25 janvier 2005 18h15 | ×3 ×9           | Rapport | ×3 ×4           | PS d'El Menzah, Tunis Arbitrage : Peter Hansson, Peter Olsson |

| 25 janvier 2005 20h15 | Islande               | 33–34   | Slovénie              | PS d'El Menzah, Tunis Arbitrage : Adjemian, Götz |
| 25 janvier 2005 20h15 | Alexander Petersson 7 | (16–14) | Zoran Jovičič (en) 10 | PS d'El Menzah, Tunis Arbitrage : Adjemian, Götz |
| 25 janvier 2005 20h15 | ×4 ×9                 | Rapport | ×4 ×9 ×1              | PS d'El Menzah, Tunis Arbitrage : Adjemian, Götz |

| 26 janvier 2005 16h15 | Slovénie           | 33–28   | Algérie          | PS d'El Menzah, Tunis Arbitrage : Valentin Vakula, Alexander Ljudovik |
| 26 janvier 2005 16h15 | Siarhei Rutenka 13 | (19–14) | Belgacem Filah 7 | PS d'El Menzah, Tunis Arbitrage : Valentin Vakula, Alexander Ljudovik |
| 26 janvier 2005 16h15 | ×3 ×8              | Rapport | ×3 ×4            | PS d'El Menzah, Tunis Arbitrage : Valentin Vakula, Alexander Ljudovik |

| 26 janvier 2005 18h15 | Russie              | 25–21   | Rép. tchèque  | PS d'El Menzah, Tunis Arbitrage : Imbronjev, Grković |
| 26 janvier 2005 18h15 | Édouard Kokcharov 8 | (12–12) | Filip Jícha 8 | PS d'El Menzah, Tunis Arbitrage : Imbronjev, Grković |
| 26 janvier 2005 18h15 | ×3 ×6               | Rapport | ×2 ×5 ×1      | PS d'El Menzah, Tunis Arbitrage : Imbronjev, Grković |

| 26 janvier 2005 20h15 | Koweït           | 22–31   | Islande                   | PS d'El Menzah, Tunis Arbitrage : Baum, Góralczyk |
| 26 janvier 2005 20h15 | Faleh Abi Alza 5 | (12–17) | Einar Hólmgeirsson (de) 8 | PS d'El Menzah, Tunis Arbitrage : Baum, Góralczyk |
| 26 janvier 2005 20h15 | ×4 ×7 ×1         | Rapport | ×4 ×9 ×1                  | PS d'El Menzah, Tunis Arbitrage : Baum, Góralczyk |

| 28 janvier 2005 16h15 | Russie          | 29–22   | Islande         | PS d'El Menzah, Tunis Arbitrage : Frank Lemme (de), Bernd Ullrich (de) |
| 28 janvier 2005 16h15 | trois joueurs 6 | (12–12) | trois joueurs 5 | PS d'El Menzah, Tunis Arbitrage : Frank Lemme (de), Bernd Ullrich (de) |
| 28 janvier 2005 16h15 | ×3 ×4           | Rapport | ×3 ×4           | PS d'El Menzah, Tunis Arbitrage : Frank Lemme (de), Bernd Ullrich (de) |

| 28 janvier 2005 18h15 | Rép. tchèque | 28–26   | Slovénie             | PS d'El Menzah, Tunis Arbitrage : Baum, Góralczyk |
| 28 janvier 2005 18h15 | Jan Filip 8  | (17–14) | Matjaž Brumen (en) 6 | PS d'El Menzah, Tunis Arbitrage : Baum, Góralczyk |
| 28 janvier 2005 18h15 | ×3 ×5        | Rapport | ×3 ×2                | PS d'El Menzah, Tunis Arbitrage : Baum, Góralczyk |

| 28 janvier 2005 20h15 | Algérie        | 34–29   | Koweït                | PS d'El Menzah, Tunis Arbitrage : Peter Hansson, Peter Olsson |
| 28 janvier 2005 20h15 | Salim Nedjel 8 | (20–14) | Al-Enezi, Al-Shatti 7 | PS d'El Menzah, Tunis Arbitrage : Peter Hansson, Peter Olsson |
| 28 janvier 2005 20h15 | ×1 ×4 ×1       | Rapport | ×3 ×7                 | PS d'El Menzah, Tunis Arbitrage : Peter Hansson, Peter Olsson |

| 29 janvier 2005 16h15 | Islande                   | 34–25   | Algérie        | PS d'El Menzah, Tunis Arbitrage : Valentin Vakula, Alexander Ljudovik |
| 29 janvier 2005 16h15 | Guðjón Valur Sigurðsson 9 | (19–11) | Salim Nedjel 6 | PS d'El Menzah, Tunis Arbitrage : Valentin Vakula, Alexander Ljudovik |
| 29 janvier 2005 16h15 | ×4 ×6                     | Rapport | ×3 ×8          | PS d'El Menzah, Tunis Arbitrage : Valentin Vakula, Alexander Ljudovik |

| 29 janvier 2005 18h15 | Rép. tchèque        | 33–22   | Koweït           | PS d'El Menzah, Tunis Arbitrage : Herczeg, Südi |
| 29 janvier 2005 18h15 | Michal Brůna (de) 8 | (16–9)  | Meshal Alenezi 9 | PS d'El Menzah, Tunis Arbitrage : Herczeg, Südi |
| 29 janvier 2005 18h15 | ×3 ×7               | Rapport | ×3 ×5 ×2         | PS d'El Menzah, Tunis Arbitrage : Herczeg, Südi |

| 29 janvier 2005 20h15 | Slovénie             | 27–31   | Russie               | PS d'El Menzah, Tunis Arbitrage : Peter Hansson, Peter Olsson |
| 29 janvier 2005 20h15 | Matjaž Brumen (en) 9 | (18–16) | Édouard Kokcharov 10 | PS d'El Menzah, Tunis Arbitrage : Peter Hansson, Peter Olsson |
| 29 janvier 2005 20h15 | ×3                   | Rapport | ×3 ×6                | PS d'El Menzah, Tunis Arbitrage : Peter Hansson, Peter Olsson |

### Groupe C àSfax
|   | Équipe    | Pts | J | G | N | P | Bp  | Bc  | Diff |
| - | --------- | --- | - | - | - | - | --- | --- | ---- |
| 1 | Croatie   | 10  | 5 | 5 | 0 | 0 | 169 | 124 | 45   |
| 2 | Espagne   | 8   | 5 | 4 | 0 | 1 | 191 | 128 | 63   |
| 3 | Suède     | 6   | 5 | 3 | 0 | 2 | 164 | 118 | 46   |
| 4 | Japon     | 4   | 5 | 2 | 0 | 3 | 121 | 151 | -30  |
| 5 | Argentine | 2   | 5 | 1 | 0 | 4 | 133 | 141 | -8   |
| 6 | Australie | 0   | 5 | 0 | 0 | 5 | 85  | 201 | -116 |

| 23 janvier 2005 17h00 | Croatie        | 36–23   | Argentine   | Salle du 7-Novembre, Sfax Arbitrage : Bashmak, Frolov |
| 23 janvier 2005 17h00 | Mirza Džomba 7 | (15–13) | Eric Gull 8 | Salle du 7-Novembre, Sfax Arbitrage : Bashmak, Frolov |
| 23 janvier 2005 17h00 | ×3 ×5          | Rapport | ×3 ×5       | Salle du 7-Novembre, Sfax Arbitrage : Bashmak, Frolov |

| 23 janvier 2005 19h00 | Espagne         | 41–22   | Japon             | Salle du 7-Novembre, Sfax Arbitrage : Bord, Buy |
| 23 janvier 2005 19h00 | trois joueurs 6 | (21–14) | Yoshio Nakagawa 4 | Salle du 7-Novembre, Sfax Arbitrage : Bord, Buy |
| 23 janvier 2005 19h00 | ×1              | Rapport | ×3 ×5             | Salle du 7-Novembre, Sfax Arbitrage : Bord, Buy |

| 23 janvier 2005 21h00 | Suède          | 49–16   | Australie       | Salle du 7-Novembre, Sfax Arbitrage : Al-Musaiger, Abul Rethaie |
| 23 janvier 2005 21h00 | cinq joueurs 6 | (22–5)  | Taip Ramadani 3 | Salle du 7-Novembre, Sfax Arbitrage : Al-Musaiger, Abul Rethaie |
| 23 janvier 2005 21h00 | ×3 ×2          | Rapport | ×3 ×2           | Salle du 7-Novembre, Sfax Arbitrage : Al-Musaiger, Abul Rethaie |

| 24 janvier 2005 16h15 | Australie                 | 19–51   | Espagne         | Salle du 7-Novembre, Sfax Arbitrage : H. Lauren, J. Nielsen |
| 24 janvier 2005 16h15 | Deane, Darryl McCormack 4 | (4–23)  | Juanín García 8 | Salle du 7-Novembre, Sfax Arbitrage : H. Lauren, J. Nielsen |
| 24 janvier 2005 16h15 | ×3 ×6 ×1                  | Rapport | ×2 ×1           | Salle du 7-Novembre, Sfax Arbitrage : H. Lauren, J. Nielsen |

| 24 janvier 2005 18h15 | Japon           | 25–34   | Croatie        | Salle du 7-Novembre, Sfax Arbitrage : Al-Musaiger, Abul Rethaie |
| 24 janvier 2005 18h15 | trois joueurs 6 | (14–15) | Mirza Džomba 8 | Salle du 7-Novembre, Sfax Arbitrage : Al-Musaiger, Abul Rethaie |
| 24 janvier 2005 18h15 | ×2 ×3           | Rapport | ×2 ×1          | Salle du 7-Novembre, Sfax Arbitrage : Al-Musaiger, Abul Rethaie |

| 24 janvier 2005 20h15 | Argentine   | 23–30   | Suède            | Salle du 7-Novembre, Sfax Arbitrage : Bord, Buy |
| 24 janvier 2005 20h15 | Eric Gull 9 | (9–12)  | Stefan Lövgren 7 | Salle du 7-Novembre, Sfax Arbitrage : Bord, Buy |
| 24 janvier 2005 20h15 | ×1 ×4       | Rapport | ×3 ×6 ×1         | Salle du 7-Novembre, Sfax Arbitrage : Bord, Buy |

| 26 janvier 2005 16h15 | Croatie         | 38–18   | Australie       | Salle du 7-Novembre, Sfax Arbitrage : Ammar, Fredj |
| 26 janvier 2005 16h15 | Vedran Zrnić 11 | (24–7)  | Bevan Calvert 5 | Salle du 7-Novembre, Sfax Arbitrage : Ammar, Fredj |
| 26 janvier 2005 16h15 | ×2 ×6 ×1        | Rapport | ×3 ×6           | Salle du 7-Novembre, Sfax Arbitrage : Ammar, Fredj |

| 26 janvier 2005 18h15 | Argentine         | 25–27   | Japon                   | Salle du 7-Novembre, Sfax Arbitrage : H. Lauren, J. Nielsen |
| 26 janvier 2005 18h15 | Gull, Viscovich 6 | (13–11) | Daisuke Miyazaki (en) 6 | Salle du 7-Novembre, Sfax Arbitrage : H. Lauren, J. Nielsen |
| 26 janvier 2005 18h15 | ×2 ×5             | Rapport | ×3 ×5                   | Salle du 7-Novembre, Sfax Arbitrage : H. Lauren, J. Nielsen |

| 26 janvier 2005 20h15 | Suède             | 26–33   | Espagne          | Salle du 7-Novembre, Sfax Arbitrage : Bord, Buy |
| 26 janvier 2005 20h15 | Johan Petersson 7 | (17–14) | Mariano Ortega 7 | Salle du 7-Novembre, Sfax Arbitrage : Bord, Buy |
| 26 janvier 2005 20h15 | ×3 ×4             | Rapport | ×2               | Salle du 7-Novembre, Sfax Arbitrage : Bord, Buy |

| 27 janvier 2005 16h15 | Suède           | 32–18   | Japon                | Salle du 7-Novembre, Sfax Arbitrage : Ammar, Fredj |
| 27 janvier 2005 16h15 | Jonas Källman 5 | (13–7)  | Matsubayashi, Taba 4 | Salle du 7-Novembre, Sfax Arbitrage : Ammar, Fredj |
| 27 janvier 2005 16h15 | ×3 ×4           | Rapport | ×3 ×8                | Salle du 7-Novembre, Sfax Arbitrage : Ammar, Fredj |

| 27 janvier 2005 18h15 | Espagne         | 31–33   | Croatie           | Salle du 7-Novembre, Sfax Arbitrage : H. Lauren, J. Nielsen |
| 27 janvier 2005 18h15 | Juanín García 9 | (15–15) | Balić, Lacković 8 | Salle du 7-Novembre, Sfax Arbitrage : H. Lauren, J. Nielsen |
| 27 janvier 2005 18h15 | ×3 ×2           | Rapport | ×4 ×6             | Salle du 7-Novembre, Sfax Arbitrage : H. Lauren, J. Nielsen |

| 27 janvier 2005 20h15 | Australie         | 13–34   | Argentine              | Salle du 7-Novembre, Sfax Arbitrage : Al-Musaiger, Abul Rethaie |
| 27 janvier 2005 20h15 | Kassem Abuhamed 3 | (8–18)  | Santiago Abel Acetti 9 | Salle du 7-Novembre, Sfax Arbitrage : Al-Musaiger, Abul Rethaie |
| 27 janvier 2005 20h15 | ×2 ×4             | Rapport | ×3                     | Salle du 7-Novembre, Sfax Arbitrage : Al-Musaiger, Abul Rethaie |

| 29 janvier 2005 16h15 | Japon                      | 29–19   | Australie       | Salle du 7-Novembre, Sfax Arbitrage : Al-Musaiger, Abul Rethaie |
| 29 janvier 2005 16h15 | Miyazaki (en), Shimokawa 6 | (16–10) | Jason Hoppner 5 | Salle du 7-Novembre, Sfax Arbitrage : Al-Musaiger, Abul Rethaie |
| 29 janvier 2005 16h15 | ×2 ×4                      | Rapport | ×2 ×7           | Salle du 7-Novembre, Sfax Arbitrage : Al-Musaiger, Abul Rethaie |

| 29 janvier 2005 18h15 | Espagne         | 35–28   | Argentine       | Salle du 7-Novembre, Sfax Arbitrage : Repenšek, Požežnik |
| 29 janvier 2005 18h15 | Juanín García 6 | (15–14) | Gonzalo Carou 6 | Salle du 7-Novembre, Sfax Arbitrage : Repenšek, Požežnik |
| 29 janvier 2005 18h15 | ×2 ×3           | Rapport | ×3 ×4           | Salle du 7-Novembre, Sfax Arbitrage : Repenšek, Požežnik |

| 29 janvier 2005 20h15 | Croatie        | 28–27   | Suède           | Salle du 7-Novembre, Sfax Arbitrage : Dolejš, Kohout |
| 29 janvier 2005 20h15 | Džomba, Vori 6 | (14–15) | Jonas Larholm 6 | Salle du 7-Novembre, Sfax Arbitrage : Dolejš, Kohout |
| 29 janvier 2005 20h15 | ×3             | Rapport | ×4 ×6           | Salle du 7-Novembre, Sfax Arbitrage : Dolejš, Kohout |

### Groupe D àSousse
|   | Équipe               | Pts | J | G | N | P | Bp  | Bc  | Diff |
| - | -------------------- | --- | - | - | - | - | --- | --- | ---- |
| 1 | Serbie-et-Monténégro | 8   | 5 | 4 | 0 | 1 | 139 | 117 | 22   |
| 2 | Norvège              | 7   | 5 | 3 | 1 | 1 | 142 | 105 | 37   |
| 3 | Allemagne            | 7   | 5 | 3 | 1 | 1 | 149 | 115 | 34   |
| 4 | Égypte               | 6   | 5 | 3 | 0 | 2 | 123 | 123 | 0    |
| 5 | Brésil               | 2   | 5 | 1 | 0 | 4 | 104 | 146 | -42  |
| 6 | Qatar                | 0   | 5 | 0 | 0 | 5 | 117 | 168 | -51  |

| 23 janvier 2005 17h00 | Allemagne        | 28–25   | Égypte         | Salle olympique, Sousse Arbitrage : Arnaldsson, Viðarsson |
| 23 janvier 2005 17h00 | Torsten Jansen 7 | (15–13) | Hussein Zaky 9 | Salle olympique, Sousse Arbitrage : Arnaldsson, Viðarsson |
| 23 janvier 2005 17h00 | ×3 ×4 ×1         | Rapport | ×3 ×5          | Salle olympique, Sousse Arbitrage : Arnaldsson, Viðarsson |

| 23 janvier 2005 19h00 | Serbie-et-Monténégro   | 34–26   | Qatar            | Salle olympique, Sousse Arbitrage : Ayed, Chebil |
| 23 janvier 2005 19h00 | Goran Đukanović (en) 5 | (20–10) | Nasser Al Saad 9 | Salle olympique, Sousse Arbitrage : Ayed, Chebil |
| 23 janvier 2005 19h00 | ×3 ×8 ×1               | Rapport | ×3 ×12 ×1        | Salle olympique, Sousse Arbitrage : Ayed, Chebil |

| 23 janvier 2005 21h00 | Norvège                     | 34–12   | Brésil                   | Salle olympique, Sousse Arbitrage : Dolejš, Kohout |
| 23 janvier 2005 21h00 | Jan Thomas Lauritzen (en) 7 | (16–5)  | Fernando Pacheco Filho 3 | Salle olympique, Sousse Arbitrage : Dolejš, Kohout |
| 23 janvier 2005 21h00 | ×3 ×5                       | Rapport | ×3 ×5                    | Salle olympique, Sousse Arbitrage : Dolejš, Kohout |

| 24 janvier 2005 16h15 | Égypte         | 24–22   | Serbie-et-Monténégro | Salle olympique, Sousse Arbitrage : Dolejš, Kohout |
| 24 janvier 2005 16h15 | Hussein Zaky 7 | (13–13) | Danijel Anđelković 5 | Salle olympique, Sousse Arbitrage : Dolejš, Kohout |
| 24 janvier 2005 16h15 | ×2 ×7          | Rapport | ×4 ×7                | Salle olympique, Sousse Arbitrage : Dolejš, Kohout |

| 24 janvier 2005 18h15 | Brésil                 | 23–30   | Allemagne          | Salle olympique, Sousse Arbitrage : Repenšek, Požežnik |
| 24 janvier 2005 18h15 | Gustavo Cardoso (en) 4 | (11–17) | Florian Kehrmann 7 | Salle olympique, Sousse Arbitrage : Repenšek, Požežnik |
| 24 janvier 2005 18h15 | ×3                     | Rapport | ×3 ×2              | Salle olympique, Sousse Arbitrage : Repenšek, Požežnik |

| 24 janvier 2005 20h15 | Qatar            | 22–33   | Norvège         | Salle olympique, Sousse Arbitrage : Arnaldsson, Viðarsson |
| 24 janvier 2005 20h15 | Ahmed Al Saad 12 | (12–17) | trois joueurs 6 | Salle olympique, Sousse Arbitrage : Arnaldsson, Viðarsson |
| 24 janvier 2005 20h15 | ×4 ×7            | Rapport | ×3 ×5           | Salle olympique, Sousse Arbitrage : Arnaldsson, Viðarsson |

| 26 janvier 2005 16h15 | Allemagne         | 40–15   | Qatar             | Salle olympique, Sousse Arbitrage : Ayed, Chebil |
| 26 janvier 2005 16h15 | Christian Zeitz 6 | (20–4)  | Nasser Al Saad 10 | Salle olympique, Sousse Arbitrage : Ayed, Chebil |
| 26 janvier 2005 16h15 | ×3 ×6             | Rapport | ×2 ×5             | Salle olympique, Sousse Arbitrage : Ayed, Chebil |

| 26 janvier 2005 18h15 | Égypte         | 24–20   | Brésil                  | Salle olympique, Sousse Arbitrage : Repenšek, Požežnik |
| 26 janvier 2005 18h15 | Hussein Zaky 6 | (11–12) | Renato Tupan Ruy (en) 6 | Salle olympique, Sousse Arbitrage : Repenšek, Požežnik |
| 26 janvier 2005 18h15 | ×4 ×6 ×1       | Rapport | ×3 ×5                   | Salle olympique, Sousse Arbitrage : Repenšek, Požežnik |

| 26 janvier 2005 20h15 | Serbie-et-Monténégro | 25–24   | Norvège              | Salle olympique, Sousse Arbitrage : Dolejš, Kohout |
| 26 janvier 2005 20h15 | Dragan Sudžum (en) 9 | (10–13) | Kristian Kjelling 11 | Salle olympique, Sousse Arbitrage : Dolejš, Kohout |
| 26 janvier 2005 20h15 | ×4 ×10 ×1            | Rapport | ×4 ×5 ×1             | Salle olympique, Sousse Arbitrage : Dolejš, Kohout |

| 27 janvier 2005 16h15 | Qatar           | 29–31   | Égypte         | Salle olympique, Sousse Arbitrage : Arnaldsson, Viðarsson |
| 27 janvier 2005 16h15 | Ahmed Al Saad 7 | (10–17) | Hussein Zaky 6 | Salle olympique, Sousse Arbitrage : Arnaldsson, Viðarsson |
| 27 janvier 2005 16h15 | ×3 ×2           | Rapport | ×3 ×5          | Salle olympique, Sousse Arbitrage : Arnaldsson, Viðarsson |

| 27 janvier 2005 18h15 | Serbie-et-Monténégro  | 33–19   | Brésil                   | Salle olympique, Sousse Arbitrage : Ayed, Chebil |
| 27 janvier 2005 18h15 | Alen Muratović (en) 8 | (15–13) | Fernando Pacheco Filho 7 | Salle olympique, Sousse Arbitrage : Ayed, Chebil |
| 27 janvier 2005 18h15 | ×3 ×8 ×1              | Rapport | ×3 ×5 ×1                 | Salle olympique, Sousse Arbitrage : Ayed, Chebil |

| 27 janvier 2005 20h15 | Norvège              | 27–27   | Allemagne     | Salle olympique, Sousse Arbitrage : Repenšek, Požežnik |
| 27 janvier 2005 20h15 | Kristian Kjelling 12 | (12–15) | Oleg Velyky 8 | Salle olympique, Sousse Arbitrage : Repenšek, Požežnik |
| 27 janvier 2005 20h15 | ×2 ×7                | Rapport | ×3 ×9         | Salle olympique, Sousse Arbitrage : Repenšek, Požežnik |

| 29 janvier 2005 14h00 | Allemagne     | 24–25   | Serbie-et-Monténégro           | Salle olympique, Sousse Arbitrage : Arnaldsson, Viðarsson |
| 29 janvier 2005 14h00 | Oleg Velyky 7 | (13–10) | Muratović (en), Nikolić (en) 7 | Salle olympique, Sousse Arbitrage : Arnaldsson, Viðarsson |
| 29 janvier 2005 14h00 | ×3 ×4         | Rapport | ×3 ×5                          | Salle olympique, Sousse Arbitrage : Arnaldsson, Viðarsson |

| 29 janvier 2005 18h15 | Brésil          | 30–25   | Qatar           | Salle olympique, Sousse Arbitrage : Ammar, Fredj |
| 29 janvier 2005 18h15 | trois joueurs 6 | (14–13) | Ahmed Al Saad 6 | Salle olympique, Sousse Arbitrage : Ammar, Fredj |
| 29 janvier 2005 18h15 | ×3 ×8 ×1        | Rapport | ×3 ×4           | Salle olympique, Sousse Arbitrage : Ammar, Fredj |

| 29 janvier 2005 20h15 | Norvège            | 24–19   | Égypte         | Salle olympique, Sousse Arbitrage : Bord, Buy |
| 29 janvier 2005 20h15 | Frode Hagen (en) 6 | (13–9)  | Hussein Zaky 8 | Salle olympique, Sousse Arbitrage : Bord, Buy |
| 29 janvier 2005 20h15 | ×4 ×10 ×1          | Rapport | ×4 ×9 ×1       | Salle olympique, Sousse Arbitrage : Bord, Buy |

## Tour principal
Les équipes premières et deuxièmes de ces deux poules se rencontrent en demi-finales croisées. Les résultats contre les adversaires déjà rencontrés sont conservés. Trois matchs seulement sont disputés. En cas d'égalité de points, le départage se fait entre les équipes concernées (points puis différence de buts).

### Groupe I àRadès
|   | Équipe       | Pts | J | G | N | P | Bp  | Bc  | Diff | Dép   |
| - | ------------ | --- | - | - | - | - | --- | --- | ---- | ----- |
| 1 | Tunisie      | 7   | 5 | 2 | 3 | 0 | 150 | 128 | 22   | /     |
| 2 | France       | 6   | 5 | 2 | 2 | 1 | 127 | 120 | 7    | /     |
| 3 | Grèce        | 5   | 5 | 2 | 1 | 2 | 134 | 138 | -4   | /     |
| 4 | Russie       | 4   | 5 | 2 | 0 | 3 | 126 | 137 | -11  | 4 pts |
| 5 | Rép. tchèque | 4   | 5 | 2 | 0 | 3 | 131 | 147 | -16  | 2 pts |
| 6 | Slovénie     | 4   | 5 | 1 | 2 | 2 | 142 | 140 | 2    | 0 pt  |

La Russie (deux victoires), la République tchèque (une victoire) et la Slovénie sont classées selon les résultats des matchs entre elles.
| 31 janvier 2005 16h15 | Grèce                     | 29–37   | Slovénie          | PS du 7-Novembre, Radès Arbitrage : Valentin Vakula, Alexander Ljudovik |
| 31 janvier 2005 16h15 | Alexandros Alvanos (en) 6 | (13–17) | Siarhei Rutenka 8 | PS du 7-Novembre, Radès Arbitrage : Valentin Vakula, Alexander Ljudovik |
| 31 janvier 2005 16h15 | ×4 ×7                     | Rapport | ×3 ×8 ×1          | PS du 7-Novembre, Radès Arbitrage : Valentin Vakula, Alexander Ljudovik |

| 31 janvier 2005 18h15 | Tunisie        | 36–25   | Rép. tchèque     | PS du 7-Novembre, Radès Arbitrage : Arnaldsson, Viðarsson |
| 31 janvier 2005 18h15 | Wissem Hmam 12 | (20–13) | David Juříček 10 | PS du 7-Novembre, Radès Arbitrage : Arnaldsson, Viðarsson |
| 31 janvier 2005 18h15 | ×2 ×7          | Rapport | ×4 ×2            | PS du 7-Novembre, Radès Arbitrage : Arnaldsson, Viðarsson |

| 31 janvier 2005 20h15 | France             | 25–22   | Russie              | PS du 7-Novembre, Radès Arbitrage : H. Lauren, J. Nielsen |
| 31 janvier 2005 20h15 | Nikola Karabatic 8 | (12–8)  | Édouard Kokcharov 8 | PS du 7-Novembre, Radès Arbitrage : H. Lauren, J. Nielsen |
| 31 janvier 2005 20h15 | ×3 ×6              | Rapport | ×3 ×7 ×1            | PS du 7-Novembre, Radès Arbitrage : H. Lauren, J. Nielsen |

| 1 février 2005 16h15 | Rép. tchèque | 26–31   | France              | PS du 7-Novembre, Radès Arbitrage : Imbronjev, Grković |
| 1 février 2005 16h15 | Filip 9      | (9–16)  | Fernandez, Guigou 5 | PS du 7-Novembre, Radès Arbitrage : Imbronjev, Grković |
| 1 février 2005 16h15 | ×3 ×7        | Rapport | ×3 ×4               | PS du 7-Novembre, Radès Arbitrage : Imbronjev, Grković |

| 1 février 2005 18h15 | Slovénie              | 26–26   | Tunisie           | PS du 7-Novembre, Radès Arbitrage : Frank Lemme (de), Bernd Ullrich (de) |
| 1 février 2005 18h15 | Jovičič (en), Natek 6 | (9–11)  | Heykel Megannem 8 | PS du 7-Novembre, Radès Arbitrage : Frank Lemme (de), Bernd Ullrich (de) |
| 1 février 2005 18h15 | ×3 ×5                 | Rapport | ×3 ×5 ×2          | PS du 7-Novembre, Radès Arbitrage : Frank Lemme (de), Bernd Ullrich (de) |

| 1 février 2005 20h15 | Russie              | 24–29   | Grèce                         | PS du 7-Novembre, Radès Arbitrage : Peter Hansson, Peter Olsson |
| 1 février 2005 20h15 | Édouard Kokcharov 9 | (14–13) | Karypidis (en), Voglis (en) 6 | PS du 7-Novembre, Radès Arbitrage : Peter Hansson, Peter Olsson |
| 1 février 2005 20h15 | ×3 ×6               | Rapport | ×3 ×7                         | PS du 7-Novembre, Radès Arbitrage : Peter Hansson, Peter Olsson |

| 3 février 2005 16h15 | Grèce                     | 29–31   | Rép. tchèque | PS du 7-Novembre, Radès Arbitrage : Frank Lemme (de), Bernd Ullrich (de) |
| 3 février 2005 16h15 | Alexandros Alvanos (en) 9 | (16–16) | Jan Filip 7  | PS du 7-Novembre, Radès Arbitrage : Frank Lemme (de), Bernd Ullrich (de) |
| 3 février 2005 16h15 | ×4 ×6                     | Rapport | ×3 ×5        | PS du 7-Novembre, Radès Arbitrage : Frank Lemme (de), Bernd Ullrich (de) |

| 3 février 2005 18h15 | Tunisie        | 35–24   | Russie              | PS du 7-Novembre, Radès Arbitrage : Imbronjev, Grković |
| 3 février 2005 18h15 | Wissem Hmam 13 | (19–11) | Édouard Kokcharov 8 | PS du 7-Novembre, Radès Arbitrage : Imbronjev, Grković |
| 3 février 2005 18h15 | ×3 ×5          | Rapport | ×3 ×7               | PS du 7-Novembre, Radès Arbitrage : Imbronjev, Grković |

| 3 février 2005 20h15 | France           | 26–26   | Slovénie      | PS du 7-Novembre, Radès Arbitrage : Peter Hansson, Peter Olsson |
| 3 février 2005 20h15 | Michaël Guigou 8 | (12–10) | Uroš Zorman 7 | PS du 7-Novembre, Radès Arbitrage : Peter Hansson, Peter Olsson |
| 3 février 2005 20h15 | ×2 ×4 ×1         | Rapport | ×3 ×5         | PS du 7-Novembre, Radès Arbitrage : Peter Hansson, Peter Olsson |

### Groupe II àNabeul
|   | Équipe               | Pts | J | G | N | P | Bp  | Bc  | Diff |
| - | -------------------- | --- | - | - | - | - | --- | --- | ---- |
| 1 | Croatie              | 8   | 5 | 4 | 0 | 1 | 139 | 135 | 4    |
| 2 | Espagne              | 7   | 5 | 3 | 1 | 1 | 155 | 139 | 16   |
| 3 | Serbie-et-Monténégro | 6   | 5 | 2 | 2 | 1 | 127 | 126 | 1    |
| 4 | Norvège              | 5   | 5 | 2 | 1 | 2 | 137 | 139 | -2   |
| 5 | Allemagne            | 3   | 5 | 1 | 1 | 3 | 132 | 135 | -3   |
| 6 | Suède                | 1   | 5 | 0 | 1 | 4 | 132 | 148 | -16  |

| 31 janvier 2005 16h15 | Espagne           | 32–28   | Allemagne        | Salle Bir Challouf (en), Nabeul Arbitrage : Dolejš, Kohout |
| 31 janvier 2005 16h15 | Mateo Garralda 11 | (15–12) | Torsten Jansen 8 | Salle Bir Challouf (en), Nabeul Arbitrage : Dolejš, Kohout |
| 31 janvier 2005 16h15 | ×3 ×4             | Rapport | ×3 ×8 ×1         | Salle Bir Challouf (en), Nabeul Arbitrage : Dolejš, Kohout |

| 31 janvier 2005 18h15 | Suède           | 26–26   | Serbie-et-Monténégro        | Salle Bir Challouf (en), Nabeul Arbitrage : Baum, Góralczyk |
| 31 janvier 2005 18h15 | Jonas Källman 6 | (15–12) | Nikolić (en), Sudžum (en) 6 | Salle Bir Challouf (en), Nabeul Arbitrage : Baum, Góralczyk |
| 31 janvier 2005 18h15 | ×3 ×6           | Rapport | ×3 ×2                       | Salle Bir Challouf (en), Nabeul Arbitrage : Baum, Góralczyk |

| 31 janvier 2005 20h15 | Croatie     | 25–28   | Norvège             | Salle Bir Challouf (en), Nabeul Arbitrage : Bord, Buy |
| 31 janvier 2005 20h15 | Igor Vori 7 | (11–12) | Kristian Kjelling 7 | Salle Bir Challouf (en), Nabeul Arbitrage : Bord, Buy |
| 31 janvier 2005 20h15 | ×3 ×4       | Rapport | ×2 ×5               | Salle Bir Challouf (en), Nabeul Arbitrage : Bord, Buy |

| 1 février 2005 16h15 | Allemagne          | 26–29   | Croatie              | Salle Bir Challouf (en), Nabeul Arbitrage : Baum, Góralczyk |
| 1 février 2005 16h15 | Florian Kehrmann 5 | (11–15) | Blaženko Lacković 11 | Salle Bir Challouf (en), Nabeul Arbitrage : Baum, Góralczyk |
| 1 février 2005 16h15 | ×2 ×5              | Rapport | ×2                   | Salle Bir Challouf (en), Nabeul Arbitrage : Baum, Góralczyk |

| 1 février 2005 18h15 | Serbie-et-Monténégro      | 28–28   | Espagne          | Salle Bir Challouf (en), Nabeul Arbitrage : Valentin Vakula, Alexander Ljudovik |
| 1 février 2005 18h15 | Vladica Stojanović (de) 7 | (16–19) | Mateo Garralda 7 | Salle Bir Challouf (en), Nabeul Arbitrage : Valentin Vakula, Alexander Ljudovik |
| 1 février 2005 18h15 | ×3 ×6                     | Rapport | ×3 ×4            | Salle Bir Challouf (en), Nabeul Arbitrage : Valentin Vakula, Alexander Ljudovik |

| 1 février 2005 20h15 | Norvège               | 34–31   | Suède         | Salle Bir Challouf (en), Nabeul Arbitrage : H. Lauren, J. Nielsen |
| 1 février 2005 20h15 | Rune Skjærvold (en) 9 | (14–15) | Marcus Ahlm 9 | Salle Bir Challouf (en), Nabeul Arbitrage : H. Lauren, J. Nielsen |
| 1 février 2005 20h15 | ×4 ×6 ×1              | Rapport | ×4 ×6         | Salle Bir Challouf (en), Nabeul Arbitrage : H. Lauren, J. Nielsen |

| 3 février 2005 16h15 | Suède           | 22–27   | Allemagne          | Salle Bir Challouf (en), Nabeul Arbitrage : Dolejš, Kohout |
| 3 février 2005 16h15 | Kim Andersson 7 | (13–14) | Florian Kehrmann 7 | Salle Bir Challouf (en), Nabeul Arbitrage : Dolejš, Kohout |
| 3 février 2005 16h15 | ×3 ×5           | Rapport | ×3 ×5              | Salle Bir Challouf (en), Nabeul Arbitrage : Dolejš, Kohout |

| 3 février 2005 18h15 | Croatie         | 24–23   | Serbie-et-Monténégro             | Salle Bir Challouf (en), Nabeul Arbitrage : H. Lauren, J. Nielsen |
| 3 février 2005 18h15 | Balić, Džomba 6 | (10–11) | Anđelković, Milosavljević (en) 5 | Salle Bir Challouf (en), Nabeul Arbitrage : H. Lauren, J. Nielsen |
| 3 février 2005 18h15 | ×3              | Rapport | ×3 ×6 ×1                         | Salle Bir Challouf (en), Nabeul Arbitrage : H. Lauren, J. Nielsen |

| 3 février 2005 20h15 | Espagne         | 31–24   | Norvège         | Salle Bir Challouf (en), Nabeul Arbitrage : Arnaldsson, Viðarsson |
| 3 février 2005 20h15 | Rolando Uríos 7 | (15–12) | trois joueurs 5 | Salle Bir Challouf (en), Nabeul Arbitrage : Arnaldsson, Viðarsson |
| 3 février 2005 20h15 | ×3 ×5           | Rapport | ×3 ×1           | Salle Bir Challouf (en), Nabeul Arbitrage : Arnaldsson, Viðarsson |

## Phase finale
|  | Demi-finales          | Demi-finales          |                        |    | Finale                | Finale                |
|  | Demi-finales          | Demi-finales          |                        |    | Finale                | Finale                |
|  |                       |                       |                        |    |                       |                       |
|  | 5 février 2005, Radès | 5 février 2005, Radès |                        |    | 6 février 2005, Radès | 6 février 2005, Radès |
|  | 5 février 2005, Radès | 5 février 2005, Radès |                        |    | 6 février 2005, Radès | 6 février 2005, Radès |
|  | Tunisie               | 30                    |                        |    | 6 février 2005, Radès | 6 février 2005, Radès |
|  | Tunisie               | 30                    |                        |    | 6 février 2005, Radès | 6 février 2005, Radès |
|  | Espagne               | 33                    |                        |    | 6 février 2005, Radès | 6 février 2005, Radès |
|  | Espagne               | 33                    | Espagne                | 40 |                       |                       |
|  | 5 février 2005, Radès |                       | Espagne                | 40 |                       |                       |
|  |                       | Croatie               | 34                     |    |                       |                       |
|  | France                | Croatie               | 34                     | 32 |                       |                       |
|  | France                |                       |                        | 32 |                       |                       |
|  | Croatie               | 35                    |                        |    |                       |                       |
|  | Croatie               | 35                    | Match pour la 3e place |    |                       |                       |
|  |                       |                       |                        |    |                       |                       |
|  | 6 février 2005, Radès |                       |                        |    |                       |                       |
|  |                       |                       |                        |    |                       |                       |
|  | Tunisie               | 25                    |                        |    |                       |                       |
|  | Tunisie               | 25                    |                        |    |                       |                       |
|  | France                | 26                    |                        |    |                       |                       |
|  | France                | 26                    |                        |    |                       |                       |

### Demi-finales
| 5 février 2005 15h00 | Tunisie       | 30 – 33   | Espagne       | Palais des sports du 7-Novembre, Radès Affluence : 14 000 Arbitrage : Peter Hansson et Peter Olsson |
| 5 février 2005 15h00 | Wissem Hmam 9 | (16 – 18) | Iker Romero 8 | Palais des sports du 7-Novembre, Radès Affluence : 14 000 Arbitrage : Peter Hansson et Peter Olsson |
| 5 février 2005 15h00 | ×3 ×5         | IHF FFHB  | ×3 ×2         | Palais des sports du 7-Novembre, Radès Affluence : 14 000 Arbitrage : Peter Hansson et Peter Olsson |

- Tunisie : Maggaiez (50 minutes, 10/37 arrêts dont 1/3 pen), Missaoui (10 minutes, 0/6 arrêts); Hedoui, Gharbi, Tej (4/7), Hmam (9/19 dont 1/2 pen), Saied, Madi (0/2), Jarou (1/2), Haj Ahmed (1/2), Seboui (4/10), Bousnina (7/12), Ben Aziza (1/2 dont 0/1), Megannem (3/10)
- Espagne : Barrufet (tout le match, 20/50 arrêts dont 1/2 pen), Hombrados ; A. Entrerrios (4/7), Rocas (0/1), Garabaya (1/1), Urios (4/4), Garralda (6/9), Lozano, Hernandez (0/1), Perez, Garcia (6/10 dont 0/1 pen), Romero (8/10 dont 2/2 pen), Ortega (2/3), Rodriguez (2/4)

| 5 février 2005 17h30 | Croatie       | 35 – 32   | France           | Palais des sports du 7-Novembre, Radès Affluence : 10 000 Arbitrage : Valentin Vakula et Alexander Ljudovik |
| 5 février 2005 17h30 | Ivano Balić 8 | (15 – 14) | Michaël Guigou 7 | Palais des sports du 7-Novembre, Radès Affluence : 10 000 Arbitrage : Valentin Vakula et Alexander Ljudovik |
| 5 février 2005 17h30 | ×3 ×5         | IHF FFHB  | ×4               | Palais des sports du 7-Novembre, Radès Affluence : 10 000 Arbitrage : Valentin Vakula et Alexander Ljudovik |

- France :  Omeyer (38 minutes, 4/26 arrêts dont 0/ 1 pen), Karaboué (22 minutes, 3/16 arrêts) ; Fernandez (2/8), Dinart, Burdet (5/7), Kervadec (2/3), Narcisse (4/7), Anquetil (5/11 dont 3/4 pen), Girault (0/1), Karabatic (4/7 dont 1/1 pen), Kempé (1/1), Richardson (1/3), Abati (1/4 dont 1/1 pen), Guigou (7/9 dont 1/1 pen).
- Croatie : Sola (tout le match, 17/47 arrêts dont 0/4 pen), Losert (0/2 pen) ; Kaleb (4/4), Balić (8/9), Lacković (3/8), Žrnić (0/1), Vori (5/7), Dominiković, Džomba (8/10 dont 1/1 pen), Goluza (O/1), Šprem (1/1), Spoljarić, Metličić (6/10), Buntić.

### Match pour la3eplace
| 6 février 2005 15h00 | France           | 26 – 25   | Tunisie        | Palais des sports du 7-Novembre, Radès Affluence : 13 500 Arbitrage : H. Lauren et J. Nielsen |
| 6 février 2005 15h00 | Michaël Guigou 6 | (10 – 14) | Wissem Hmam 11 | Palais des sports du 7-Novembre, Radès Affluence : 13 500 Arbitrage : H. Lauren et J. Nielsen |
| 6 février 2005 15h00 | ×4 ×2            | IHF FFHB  | ×4 ×8 ×4       | Palais des sports du 7-Novembre, Radès Affluence : 13 500 Arbitrage : H. Lauren et J. Nielsen |

- Tunisie : Maggaiez (21 minutes, 3/11 arrêts dont 2/5 pen), Zaheni (39 minutes, 8/26 arrêts dont 0/2 pen) ; Hedoui (0/1), Gharbi, Tej (3/5), Hmam (11/15 dont 2/3 pen), Saied, Madi, Jarou, Haj Ahmed (1/1), Seboui (4/5), Bousnina (2/8), Ben Aziza (1/4 dont 1/1), Megannem (3/6)
- France : Omeyer (47 minutes, 10/32 arrêts dont 1/3 pen), Karaboué (13 minutes, 4/7 arrêts dont 0/ 1 pen) ; Fernandez (1/4 dont 0/ 1 pen), Dinart, Burdet (4/8 dont 1/2 pen), Gille (3/6), Kervadec, Narcisse (1/1), Anquetil (1/2), Girault (2/4 dont 1/1 pen), Karabatic (4/7), Kempé (1/1), Abati (3/3 dont 2/2 pen), Guigou (6/8 dont 1/2 pen).

### Finale
| 6 février 2005 17h30 | Espagne          | 40 – 34   | Croatie        | Palais des sports du 7-Novembre, Radès Affluence : 14 000 Arbitrage : Frank Lemme (de) et Bernd Ullrich (de) |
| 6 février 2005 17h30 | Juanín García 11 | (21 – 13) | Mirza Džomba 7 | Palais des sports du 7-Novembre, Radès Affluence : 14 000 Arbitrage : Frank Lemme (de) et Bernd Ullrich (de) |
| 6 février 2005 17h30 | ×3 ×4            | IHF FFHB  | ×3 ×5          | Palais des sports du 7-Novembre, Radès Affluence : 14 000 Arbitrage : Frank Lemme (de) et Bernd Ullrich (de) |

- Espagne : Hombrados (50 minutes, 10/33 arrêts dont 0/4 pen), Barrufet (10 minutes, 1/12 arrêts dont 0/2 pen) ; A. Entrerrios (6/7), Rocas (2/4), Garabaya (2/2), Urios (4/6), Garralda (4/5), Lozano, Hernandez, Perez (1/1), Garcia (11/13 dont 2/2 pen), Romero (4/9 dont 1/2 pen), Ortega (3/4), Rodriguez (3/4)
- Croatie : Sola (53 minutes, 9/44 arrêts dont 1/4 pen), Losert (7 minutes, 1/6 arrêts) ; Kaleb (0/3), Balić (6/12), Lacković (3/7), Žrnić (2/2), Vori (4/7), Dominiković (2/2), Džomba (7/8 dont 5/5 pen), Goluza (2/2 dont 1/1 pen), Šprem (4/6), Spoljarić (1/1), Metličić (1/4), Buntić (2/3)

## Matchs de classement 5 à 12
| Match           | Date et lieu             | Équipe 1     | Score   | Équipe 2             |
| --------------- | ------------------------ | ------------ | ------- | -------------------- |
| Places 5 et 6   | Samedi 5 février, Radès  | Grèce        | 26 - 37 | Serbie-et-Monténégro |
| Places 7 et 8   | Samedi 5 février, Radès  | Russie       | 27 - 30 | Norvège              |
| Places 9 et 10  | Samedi 5 février, Nabeul | Rép. tchèque | 34 - 39 | Allemagne            |
| Places 11 et 12 | Samedi 5 février, Nabeul | Slovénie     | 29 - 32 | Suède                |

## Classement final
| Rang                      | Équipe               | J  | G | N | P | Bp  | Bc  | Diff |  |
| ------------------------- | -------------------- | -- | - | - | - | --- | --- | ---- |  |
| Médaille d'or, monde      | Espagne              | 10 | 8 | 1 | 1 | 355 | 272 | +83  |  |
| Médaille d'argent, monde  | Croatie              | 10 | 8 | 0 | 2 | 316 | 273 | +43  |  |
| Médaille de bronze, monde | France               | 10 | 6 | 2 | 2 | 301 | 240 | +61  |  |
| 4                         | Tunisie              | 10 | 5 | 3 | 2 | 311 | 252 | +59  |  |
|                           |                      |    |   |   |   |     |     |      |  |
| 5                         | Serbie-et-Monténégro | 9  | 5 | 2 | 2 | 253 | 221 | +32  |  |
| 6                         | Grèce                | 9  | 4 | 1 | 4 | 245 | 246 | –1   |  |
| 7                         | Norvège              | 9  | 6 | 1 | 2 | 258 | 219 | +39  |  |
| 8                         | Russie               | 9  | 5 | 0 | 4 | 248 | 222 | +26  |  |
|                           |                      |    |   |   |   |     |     |      |  |
| 9                         | Allemagne            | 9  | 5 | 1 | 3 | 269 | 232 | +37  |  |
| 10                        | Tchéquie             | 9  | 3 | 2 | 4 | 261 | 271 | –10  |  |
| 11                        | Suède                | 9  | 4 | 1 | 4 | 275 | 234 | +41  |  |
| 12                        | Slovénie             | 9  | 4 | 2 | 3 | 272 | 250 | +22  |  |
|                           |                      |    |   |   |   |     |     |      |  |
| 13                        | Danemark             | 5  | 3 | 0 | 2 | 174 | 117 | +57  |  |
| 14                        | Égypte               | 5  | 3 | 0 | 2 | 123 | 123 | 0    |  |
| 15                        | Islande              | 5  | 2 | 1 | 2 | 154 | 144 | +10  |  |
| 16                        | Japon                | 5  | 2 | 0 | 3 | 121 | 151 | –30  |  |
|                           |                      |    |   |   |   |     |     |      |  |
| 17                        | Algérie              | 5  | 1 | 1 | 3 | 138 | 153 | –15  |  |
| 18                        | Argentine            | 5  | 1 | 0 | 4 | 133 | 141 | –8   |  |
| 19                        | Brésil               | 5  | 1 | 0 | 4 | 104 | 146 | –42  |  |
| 20                        | Angola               | 5  | 1 | 0 | 4 | 108 | 178 | –70  |  |
| 21                        | Qatar                | 5  | 0 | 0 | 5 | 117 | 168 | –51  |  |
| 22                        | Koweït               | 5  | 0 | 0 | 5 | 101 | 170 | –69  |  |
| 23                        | Canada               | 5  | 0 | 0 | 5 | 103 | 201 | –98  |  |
| 24                        | Australie            | 5  | 0 | 0 | 5 | 85  | 201 | –116 |  |

## Statistiques et récompenses

### Équipe-type
L'équipe-type du mondial est, :
- Meilleur joueur (MVP) : Ivano Balić,  Croatie
- Gardien : Arpad Šterbik,  Serbie-et-Monténégro
- Ailier gauche : Édouard Kokcharov,  Russie
- Arrière gauche : Wissem Hmam,  Tunisie
- Demi-centre : Ivano Balić,  Croatie
- Pivot : David Juříček,  Rép. tchèque
- Arrière droit : Mateo Garralda,  Espagne
- Ailier droit : Mirza Džomba,  Croatie

### Statistiques
| Rang | Joueur            | Équipe    | Buts | 7m | MJ | Moy |
| ---- | ----------------- | --------- | ---- | -- | -- | --- |
| 1    | Wissem Hmam       | Tunisie   | 81   | 16 | 10 | 8,1 |
| 2    | Édouard Kokcharov | Russie    | 80   | 31 | 9  | 8,9 |
| 3    | Mirza Džomba      | Croatie   | 62   | 29 | 10 | 6,2 |
| 4    | Jan Filip         | Tchéquie  | 58   | 5  | 9  | 6,4 |
| 4    | Siarhei Rutenka   | Slovénie  | 58   | 8  | 9  | 6,4 |
| 6    | Juanín García     | Espagne   | 55   | 16 | 10 | 5,5 |
| 7    | David Juříček     | Tchéquie  | 51   | 2  | 9  | 5,7 |
| 8    | Kristian Kjelling | Norvège   | 50   | 17 | 9  | 5,6 |
| 9    | Michaël Guigou    | France    | 48   | 13 | 8  | 6   |
| 10   | Florian Kehrmann  | Allemagne | 47   | 0  | 9  | 5,2 |

| Rang | Joueur                       | Équipe               | %      | Arrêts | Tirs | MJ | Moy  |
| ---- | ---------------------------- | -------------------- | ------ | ------ | ---- | -- | ---- |
| 1    | Peter Nørklit (en)           | Danemark             | 42,2 % | 27     | 64   | 5  | 5,4  |
| 2    | Birkir Ívar Guðmundsson (en) | Islande              | 41,5 % | 27     | 65   | 5  | 5,4  |
| 3    | Fredrik Ohlander (en)        | Suède                | 41,4 % | 58     | 140  | 9  | 6,4  |
| 4    | Daouda Karaboué              | France               | 40,9 % | 45     | 110  | 10 | 4,5  |
| 5    | Alexeï Kostigov (en)         | Russie               | 40,8 % | 69     | 169  | 8  | 8,6  |
| 6    | Matías Schulz                | Argentine            | 40,2 % | 37     | 92   | 5  | 7,4  |
| 7    | Gorazd Škof                  | Slovénie             | 39,7 % | 92     | 232  | 7  | 13,1 |
| 8    | José Javier Hombrados        | Espagne              | 38,4 % | 66     | 172  | 10 | 6,6  |
| 9    | Arpad Šterbik                | Serbie-et-Monténégro | 37,4 % | 85     | 227  | 9  | 9,4  |
| 10   | Abdelmalek Slahdji           | Algérie              | 37,3 % | 22     | 59   | 4  | 5,5  |

## Effectif des équipes sur le podium

### Champion du monde:Espagne
L'effectif de l'Espagne est, :
- José Javier Hombrados
- Albert Rocas
- Rubén Garabaya
- Fernando Hernández (en)
- David Davis
- Juanín García
- Mariano Ortega
- Alberto Entrerríos
- Raúl Entrerríos
- Rolando Uríos
- Demetrio Lozano
- Mateo Garralda
- Juancho Pérez
- David Barrufet
- Iker Romero
- Chema Rodríguez

Sélectionneur
- Juan Carlos Pastor

### Vice-champion du monde:Croatie
L'effectif de la Croatie est, :
- Vlado Šola
- Ivano Balić
- Nikša Kaleb
- Blaženko Lacković
- Vedran Zrnić
- Igor Vori
- Davor Dominiković
- Denis Špoljarić
- Mirza Džomba
- Petar Metličić
- Tonči Valčić
- Slavko Goluža
- Goran Šprem
- Venio Losert
- Denis Buntić
- Nikola Blažičko (en)
- Zoran Jeftić (hr)

Sélectionneur
- Lino Červar

### Troisième place:France
L'effectif de la France est, :
- Joël Abati
- Grégory Anquetil
- Cédric Burdet
- Didier Dinart
- Jérôme Fernandez
- Guillaume Gille
- Olivier Girault
- Michaël Guigou
- Nikola Karabatic
- Daouda Karaboué
- Christophe Kempé
- Guéric Kervadec
- Daniel Narcisse
- Thierry Omeyer
- Jackson Richardson
- Franck Junillon

Sélectionneur
- Claude Onesta